# Verena Sailer
Verena Sailer (Illertissen, 16 oktober 1985) is een Duitse sprintster, die gespecialiseerd is in de 60 en de 100 m. Ze nam tweemaal deel aan de Olympische Spelen, maar won hierbij geen medailles. In 2010 werd Sailer Europees kampioene op de 100 m, twee jaar later veroverde zij diezelfde titel als lid van het Duitse 4 x 100 m estafetteteam.

## Biografie
Sailer nam deel aan de Olympische Spelen van 2008 in Peking. Samen met Anne Möllinger, Cathleen Tschirch en Marion Wagner vormde Sailer de Duitse 4 x 100 m estafetteploeg bij de vrouwen. Dit viertal wist zich te plaatsen voor de finale, waarin het buiten de prijzen als vijfde eindigde.
Op de wereldkampioenschappen van 2009 liep datzelfde viertal wel naar eremetaal. Met een tijd van 42,87 s behaalde het Duitse team een bronzen medaille. Voor Sailer was dat al de tweede van het jaar, want eerder had zij al tijdens de Europese indoorkampioenschappen in Turijn op de individuele 60 m een bronzen medaille veroverd. Daar bleef ze een honderdste seconde achter op de als tweede geëindigde Noorse Ezinne Okparaebo.
In 2010 veroverde Sailer haar eerste internationale titel: op de Europese kampioenschappen in Barcelona liep ze op de 100 m in een persoonlijk record van 11,10 s naar een gouden medaille. Op de 4 x 100 m werd het Duitse team in de reeksen gediskwalificeerd.
Twee jaar later deden ze het wat dat betreft op de EK in Helsinki stukken beter. In 42,51 bleven Leena Günther, Anne Cibis, Tatjana Pinto en Verena Sailer het Nederlandse viertal (tweede in 42,80) voor. Eerder in het toernooi was Sailer op de 100 m op een wat tegenvallende zesde plaats geëindigd, nadat zij zowel in series als halve finale de op een na snelste tijd had laten noteren.
Datzelfde patroon tekende zich een maand later tijdens de Olympische Spelen in Londen op de 100 m opnieuw af. Nadat zij zich in de series met een tijd van 11,12 had geplaatst voor de halve finale, kwam zij vervolgens met haar 11,25 niet toe aan haar serietijd en werd uitgeschakeld. En wederom was het de 4 x 100 m estafette, waarop zij zich revancheerde, zij het minder spectaculair dan in Helsinki. In dezelfde samenstelling als in de Finse hoofdstad kwam het Duitse viertal ditmaal als vijfde binnen in 42,67, drie honderdste seconde sneller dan het Nederlandse team dat ook in Helsinki achter de Duitse atletes was geëindigd.
In 2013 scherpte Sailer haar in 2012 gevestigde persoonlijke records op de 60 en 100 m aan tot respectievelijk 7,12 en 11,02. Individueel verging het Sailer ook beter bij het grote toernooi van dat jaar: de wereldkampioenschappen van Moskou. Ze plaatste zich wederom voor de halve finale, waar ze ditmaal in de buurt van haar tijd in de series kwam (11,11 in de series, 11,16 in de ½ finale). Desondanks kwam ze tekort om de finale te halen: ze eindigde als derde in haar serie en tiende van het totale veld. De Duitse estafetteploeg haalde wel de finale en finishte als vijfde. Door de diskwalificatie vanwege een wissel buiten het wisselvak van Frankrijk werd de ploeg uiteindelijk vierde, drie honderdste van een seconde achter de nummer drie Groot-Brittannië.

## Titels
- Europees kampioene 100 m – 2010
- Europees kampioene 4 x 100 m – 2012
- Duits kampioene 100 m – 2006, 2007, 2008, 2009, 2010, 2012, 2013, 2015
- Duits indoorkampioene 60 m – 2008, 2009, 2011, 2012, 2013, 2014, 2015

## Persoonlijke records
Outdoor
| Afstand | Prestatie | Datum           | Plaats   |
| ------- | --------- | --------------- | -------- |
| 100 m   | 11,02 s   | 2 augustus 2013 | Weinheim |

Indoor
| Afstand | Prestatie | Datum        | Plaats   |
| ------- | --------- | ------------ | -------- |
| 60 m    | 7,12 s    | 2 maart 2013 | Göteborg |

## Clubs
- TSV 1862 Illertissen
- SC Vöhringen
- TV Kempten 1856
- TSV 1860 München/LAC Quelle
- MTG Mannheim

## Palmares

### 60 m
- 2007: 8e in ½ fin. EK indoor - 7,32 s
- 2008:  Duitse kamp. - 7,23 s
- 2008:  Europese Indoorcup - 7,26 s
- 2008: 5e in ½ fin. WK indoor - 7,28 s
- 2009:  Duitse kamp. - 7,25 s
- 2009:  EK indoor – 7,22 s
- 2011:  Duitse kamp. - 7,28 s
- 2012:  Duitse kamp. - 7,15 s
- 2013:  Duitse kamp. - 7,18 s
- 2014:  Duitse kamp. - 7,14 s
- 2014: 8e WK indoor - 7,18 s
- 2015:  Duitse kamp. - 7,12 s
- 2015:  EK indoor - 7,09 s

### 100 m
Kampioenschappen
- 2004: 5e WK U20 - 11,49 s
- 2006:  Europacup - 11,52 s
- 2006:  Duitse kamp. - 11,62 s (-1,2 m/s)
- 2007:  Duitse kamp. - 11,39 s (+0,1 m/s)
- 2007:  EK U23 - 11,66 s
- 2007: 7e in ¼ fin. WK - 11,43 s
- 2008:  Duitse kamp. - 11,28 s (-0,8 m/s)
- 2009:  Duitse kamp. - 11,18 s (-0,2 m/s)
- 2009: 6e in ½ fin. WK - 11,24 s
- 2010:  Duitse kamp. - 11,23 s (-0,6 m/s)
- 2010:  EK – 11,10 s
- 2010: 4e IAAF/VTB Bank Continental Cup - 11,26 s
- 2012:  Duitse kamp. - 11,22 s (+3,0 m/s)
- 2012: 6e EK - 11,42 s (11,14 s in serie)
- 2012: 6e in ½ fin. OS - 11,25 s (11,12 s in serie)
- 2013:  Duitse kamp. - 11,09 s (-0,5 m/s)
- 2013: 3e in ½ fin. WK - 11,16 s (11,11 s in serie)
- 2015:  Duitse kamp. - 11,20 s (+1,5 m/s)

Diamond League-podiumplekken
- 2013:  Weltklasse Zürich – 11,21 s

### 4 x 100 m
- 2003:  EK U23 - 44,59 s (alleen kwalificatieronde gelopen)
- 2004: DSQ WK U20 (series 44,58 s)
- 2005:  EK U23 - 44,89 s
- 2007:  EK U23 - 43,75 s
- 2007: 7e WK – 43,51 s
- 2008: 5e OS – 43,28 s
- 2009:  WK – 42,87 s
- 2012:  EK - 42,51 s
- 2012: 5e OS - 42,67 s
- 2013: 4e WK - 42,90 s
- 2015: 5e WK - 42,64 s